# 814
814 (DCCCXIV) var ett normalår som började en söndag i den julianska kalendern.

## Händelser

### Januari
- 28 januari – Ludvig den fromme blir tysk-romersk kejsare vid Karl den stores död. Ludvig har varit Karls medregent sedan året innan, men blir nu alltså ensam härskare fram till sin död 840.

### Okänt datum
- Ansgar, som vid denna tid är 13 år, avlägger troligtvis i klostret Corbie munklöften och anlägger tonsur, en speciell klippning av håret.

## Födda
- 2 juli – Wuzong av Tang, kejsare av Kina.

## Avlidna
- 28 januari – Karl den store, frankisk kung av Neustrien, Akvitanien och norra Austrasien 768–771 och av Frankerriket sedan 771 samt romersk kejsare sedan 800